# 普埃托明加尔沃
普埃托明加尔沃（西班牙語：Puertomingalvo）是西班牙阿拉贡自治区特鲁埃尔省的一个市镇。总面积104平方公里，总人口153人（2001年），人口密度1人/平方公里。